# ジャッキー・ジョセフ
ジャッキー・ジョセフ（Jackie Joseph,  1934年11月7日 - ）は、アメリカ合衆国の女優である。

## 来歴
1934年、カリフォルニア州ロサンゼルスに生まれる。1950年代から歌手としてキャリアをスタートさせ、1950年代後半から女優として映画に出演し始めた。
1960年、後にジョセフの代表作として知られることとなるロジャー・コーマン監督の低予算映画『リトル・ショップ・オブ・ホラーズ』に出演する。わずか2日という撮影日程で撮られた本作は後にミュージカル化され、1986年にはフランク・オズによってリメイクされた。その後も映画やテレビシリーズなどへの出演を重ねて順調にキャリアを築き、女優としての地位を確立した。
1984年にジョー・ダンテが監督した『グレムリン』に出演したことでも知られており、『リトル・ショップ・オブ・ホラーズ』で共演したディック・ミラーの妻を演じている。1990年には続編『グレムリン2 新・種・誕・生』にも出演した。1990年代以降は目立った出演作はないが、近年でも数年に1本の割合で脇役として女優活動を続けている。声優として日本のアニメ『西遊記』の英語吹替えを担当したこともある。

### 私生活
1960年に俳優として知られたケン・ベリーと結婚し、2児をもうけたが1976年に離婚した。それから間を空けた2003年、デイヴィッド・ロレンスと結婚し現在に至る。

## 出演作品

### 映画
- スーサイド・バタリオン Suicide Battalion (1958)
- 闇に響く声 King Creole (1958)
- スピード狂時代/ 命を賭けて Speed Crazy (1959)
- Why Must I Die? (1960)
- リトル・ショップ・オブ・ホラーズ The Little Shop of Horrors (1960)
- 西遊記 (1960) ※英語吹替
- 鏡の国のアリス Alice Through the Looking Glass (1966) ※テレビ映画
- プレイラブ48章 A Guide for the Married Man (1967)
- Who's Minding the Mint? (1967)
- With Six You Get Eggroll (1968)
- 汚れた7人 The Split (1968)
- 悪党谷の二人 The Good Guys and the Bad Guys (1969)
- The Cheyenne Social Club (1970)
- Sex and the Married Woman (1977)
- Get Crazy (1983)
- Secrets of a Mother and Daughter (1983)
- グレムリン Gremlin (1984)
- ポリスアカデミー2 全員出動! Police Academy 2: Their First Assignment (1985)
- ポリスアカデミー4 市民パトロール Police Academy 4: Citizens on Patrol (1987)
- グレムリン2 新・種・誕・生 Gremlins 2: The New Batch (1990)
- スモール・ソルジャーズ Small Soldiers (1998)
- Le monde doit m'arriver? (2012)

### テレビドラマ
- ピーター・ガン Peter Gunn (1959)
- スリラー Thriller (1962)
- ドクター・キルデア Dr. Kildare (1962)
- Ensign O'Toole (1963)
- Make Room for Daddy (1964)
- My Living Doll (1964)
- バークにまかせろ Burke's Law (1964)
- 0088/ワイルド・ウエスト The Wild Wild West (1965)
- That Girl (1965, 1966)
- F Troop (1966)
- McHale's Navy (1966)
- ミネソタの娘 The Farmer's Daughter (1966)
- ハンク Hank (1966)
- Hogan's Heroes (1966)
- Petticoat Junction (1967)
- Good Morning, World (1967)
- Accidental Family (1967)
- Here's Lucy (1969)
- 恋愛専科 Love, American Style (1969, 1973)
- Josie and the Pussycats (1970)
- Make Room for Granddaddy (1970)
- アーニー Arnie (1970)
- Lotsa Luck (1973)
- ゆかいなブレディー家 The Brady Bunch (1974)
- Police Woman (1978)
- Dr.刑事クインシー Quincy M.E. (1978)
- サイモン&サイモン Simon & Simon (1982)
- Too Close for Comfort (1983)
- ニューハート Newhart (1983)
- ジェシカおばさんの事件簿 Murder, She Wrote (1985)
- フルハウス Full House (1987)
- The Law and Harry McGraw (1987)
- 浮気なおしゃれミディ Designing Women (1992)

### テレビアニメ
- The New Scooby-Doo Movies (1972)
- ピッピーの宇宙大冒険 Josie and the Pussy Cats in Outer Space (1972)
- Dinky Dog (1978)
- スクービー・ドゥー Scooby-Doo and Scrappy-Doo (1979)
- スクービー・ドゥー A Pup Named Scooby-Doo (1988)
- Fish Police (1992)

## 参照
1. ↑  “Jackie Joseph Biography”. 2014年7月2日閲覧。